# 중봉1로
중봉1로(重峯1路)는 경기도 김포시 감정동에서 북변동까지 이어주는 김포시의 도로로, 총 연장은 1.037 km이다. 도로의 명칭이 유래된 것은 임진왜란 당시 700여명의 의병을 이끈 의병장인 중봉 조헌 선생의 서원이 인근에 위치해 있어 중봉1로로 명명되었다.

## 역사
- 2011년 7월 5일 : 도로명으로 중봉1로를 고시

## 주요 경유지
- 김포시
  - 감정동 - 북변동

## 접촉하는 도로
- 중봉로
- 봉화로
- 감정로
- 북변중로

## 주요 건물 및 시설
- 에스케이마트 (중봉1로 8/감정동 554-2)
- 김포시산림조합 (중봉1로 10/감정동 554-5)
- 이삼메디칼센타 (중봉1로 12/감정동 551-8)
- 함성2차아파트 (중봉1로 56/북변동 216-7)
- 함성아파트 상가 (중봉1로 58/북변동 216-5)
- 행운빌딩 (중봉1로 59/북변동 217-1)